# Empresa Nacional de Navegação Aérea
A Empresa Nacional de Navegação Aérea - Empresa Pública (Enna-EP) é uma empresa pública de administração indireta angolana responsável pelo desenvolvimento, instalação, gestão e exploração dos serviços, sistemas e infra-estruturas de navegação aérea. Sua sede fica no Centro de Controle Regional de Luanda, anexo ao Aeroporto Internacional 4 de Fevereiro, em Luanda.
A Enna trabalha sob supervisão do Ministério dos Transportes de Angola.

## Histórico
A Enna descende do "Serviço da Aeronáutica Civil de Angola" (Saca), criado pelo decreto-lei n.º 39645, de 11 de maio de 1954, com responsabilidade de prestação de serviços de navegação e de transporte aéreo na então África Ocidental Portuguesa. Sua empresa irmã é a Aeroportos de Moçambique, E.P., surgida nos termos do mesmo decreto.
Por intermédio do decreto-lei nº 41053, de 1957, o Saca passa a ter competência e jurisdição também sobre a Divisão dos Transportes Aéreos (atual TAAG).
Na independência de Angola, em 1976, o Saca passa do controle português para o angolano, havendo poucas mudanças na condução do ainda órgão, exceto que os quadros diretivos passam a ser todos de angolanos.
Pelo decreto nº 14/80, de 13 de fevereiro de 1980 o Saca torna-se "Empresa Nacional de Exploração de Aeroportos e Navegação Aérea - Unidade Económica Estatal" (Enana-UEE). O mesmo decreto a separa juridicamente e administrativamente da Divisão dos Transportes Aéreos, tonando-a "Empresa Linhas Aéreas de Angola - Unidade Económica Estatal".
Pelo decreto nº 9/95, de 15 de setembro de 1995, ficou estabelecido um novo regime jurídico para as empresas estatais angolanas, que passaram a designar-se empresas públicas, assim tornando-se "Empresa Nacional de Exploração de Aeroportos e Navegação Aérea - Empresa Pública" (Enana-EP). A Enana adquiriu autonomia administrativa e financeira a partir de então.
Em 1998 o conselho de ministros, através do decreto nº 27/98, aprovou o estatuto orgânico da Enana, permitindo que, em novembro de 1999, fosse nomeado o primeiro conselho de administração, integrado por cinco membros. O período de transição entre uma empresa operada pelo Estado para uma com gestão autónoma é encerrada pelo decreto nº 8/02, de 12 de abril de 2002. Neste ano de 2002 a empresa parte para um ambicioso projeto de modernização dos aeroportos e infraestruturas aéreas do país, graças ao fim da Guerra Civil Angolana.
Em 1 de julho de 2019, por intermédio dos decretos presidenciais 206 e 207, o governo angolano decidiu separar as atividades de gestão aeroportuária e de controle de tráfego aéreo e treinamento em duas empresas, respectivamente: Sociedade Gestora de Aeroportos - Sociedade Anónima (SGA S.A.) e Empresa Nacional de Navegação Aérea - Empresa Pública (Enna-EP). A última empresa geralmente é apontada como a real sucessora da Enana, visto que a primeira seria entregue ao capital privado.

## Responsabilidades
A Enna é responsável por duas áreas:
- Controle de tráfego aéreo: é o órgão angolano responsável pelo controle de tráfego aéreo;
- Treinamento (Centro Aeronáutico de Instrução, CAI): o departamento CAI realiza o treinamento de pessoal técnico de acordo com os padrões da Organização da Aviação Civil Internacional (ICAO), em instalações próprias e em cooperação com instituições privadas. O CAI busca obter certificação da TRAINAIR e da Organização Internacional de Normalização (ISO).